# Kladruby, Tachov
Kladruby là một thị trấn thuộc huyện Tachov, vùng Plzeňský, Cộng hòa Séc.